# Алегазовский сельсовет
Алегазовский сельсовет — муниципальное образование в Мечетлинском районе Башкортостана.
Административный центр — село Алегазово.

## История
Согласно Закону о границах, статусе и административных центрах муниципальных образований в Республике Башкортостан имеет статус сельского поселения.

## Население
| 2002  | 2009  | 2010  | 2012  | 2013  | 2014  | 2015  |
| ----- | ----- | ----- | ----- | ----- | ----- | ----- |
| 3411  | ↘3143 | ↘3072 | ↘2988 | ↘2948 | ↘2880 | ↘2819 |
| 2016  | 2017  | 2018  |       |       |       |       |
| ↘2718 | ↘2646 | ↘2586 |       |       |       |       |

## Состав сельского поселения
| № | Населённый пункт | Тип населённого пункта       | Население |
| - | ---------------- | ---------------------------- | --------- |
| 1 | Алегазово        | село, административный центр | ↗1341     |
| 2 | Большекызылбаево | деревня                      | ↘451      |
| 3 | Октябрьск        | деревня                      | ↘394      |
| 4 | Мелекасово       | деревня                      | ↗259      |
| 5 | Бургаджино       | деревня                      | ↗249      |
| 6 | Буртаковка       | деревня                      | ↗248      |
| 7 | Малокызылбаево   | деревня                      | ↘75       |
| 8 | Ай               | деревня                      | ↘33       |
| 9 | Сосновка         | деревня                      | ↘22       |

## Известные уроженцы
- Лисовская, Наталья Венедиктовна (род. 16 июля 1962) — советская и российская толкательница ядра, олимпийская чемпионка и трёхкратная чемпионка мира, действующая рекордсменка мира с 1987 года (22,63 м), Заслуженный мастер спорта СССР (1984)[12][13].